# عين الحياة قادين
عين الحياة قادین (؟؟؟ - 1849) كانت زوجة أول حاكم من الأسرة العلوية محمد علي باشا الذي حكم مصر في الفترة مابين 1769 الى 1849 ووالدة محمد سعيد باشا والي مصر خلال الفترة 1822-1863 ووالي مصر والسودان من عام 1854 حتى عام 1863.

## الحياة
تنحدر عين الحياة من أصول شركسية وكانت ضحية لتجارة الرقيق في البحر الأسود ، وتزوجت من محمد علي، وأنجبت ابنها الوحيد في 17 مارس 1822. ترملت بوفاة محمد علي عام 1848.

## الوفاة
توفيت عام 1849، قبل خمس سنوات من تولي ابنها سعيد العرش. دُفنت في حوش الباشا، ضريح العائلة المالكة في الفسطاط، القاهرة، مصر.

## انظر ايضا
شجرة عائلة سلالة محمد علي الحاكمة.